# Stade Moncef-Belkhir
Pour les articles homonymes, voir Moncef.
Le stade Moncef-Belkhir (arabe : ملعب المنصف بالخير), également connu sous le nom de stade municipal de Djebel Jelloud (الملعب البلدي بجبل جلود), est un stade de football tunisien situé dans le quartier de Djebel Jelloud, dans le sud de Tunis, la capitale du pays.
Le stade sert d'enceinte à domicile à l'équipe de football de l'Union sportive de Djebel Jelloud.
Il porte le nom de Moncef Belkhir, ancien joueur emblématique du club.

## Histoire
Le stade est rénové avec l'installation d'un terrain en gazon synthétique mis en service le 20 mars 2019. De nouveaux vestiaires sont quant à eux construits à la fin de l'année 2020.